# Preußische P 4.1
Die preußischen P 4.1 waren Personenzuglokomotiven der Preußischen Staatseisenbahnen. Es gab hiervon zwei Bauarten. Insgesamt wurden von 1891 bis 1902 473 bis 483 Maschinen gebaut, von denen auch nach dem Ersten Weltkrieg noch 161 in Deutschland verblieben waren.

## P 4.1 Bauart Erfurt
Die ersten beiden Exemplare der Preußischen P 4.1 der Erfurter Bauart gehörten zu einer Versuchsreihe von acht Lokomotiven. Es waren jeweils zwei Lokomotiven mit einem Treibraddurchmesser von 1730 mm in Zwillings- und Verbundausführung (Preußische P 4.2) sowie jeweils zwei Lokomotiven mit einem Treibraddurchmesser von 1960 mm in Zwillings- und Verbundausführung (spätere Preußische S 2) in Dienst gestellt worden. Die P 4 sollte sowohl vor Personen- wie auch Schnellzügen eingesetzt werden. Nach den zwei Prototypen von 1891 wurden von Henschel insgesamt 55 weitere Lokomotiven dieses Typs gebaut. Die Fahrzeuge hatten ein störungsanfälliges Laufachsdrehgestell, weswegen der Weiterbau zugunsten der P 4.1 der Bauart Hannover eingestellt wurde. Ab 1906 wurden einige der Lokomotiven in die Verbund-Ausführung umgebaut.
Die Maschinen waren mit einem Schlepptender der Bauart 3 T 15 ausgestattet.
Die Deutsche Reichsbahn übernahm noch vier Lokomotiven in ihren Umzeichnungsplan für Dampflokomotiven von 1923 als 36 7001 und 7002 sowie 36 001 und 002 (auf Verbundbauart umgebaute Lokomotiven). Im Jahr 1925 war nur noch die 36 001 zur Umzeichnung vorgesehen.

## P 4.1 Bauart Hannover
Die Fahrzeuge der Gattung P 4.1 (Bauart Hannover) der Preußischen Staatseisenbahnen waren eine Weiterentwicklung der Erfurter P 4.1. Sie wurden zwischen 1893 und 1902 zuerst von Henschel, dann aber auch von anderen Lokomotivfabriken hergestellt. Die insgesamt 428 Exemplare, drei davon besaß die Königlich Preussische Militär-Eisenbahn, hatten das verbesserte Laufdrehgestell der Bauart Hannover, eine außen liegende Steuerung vom Typ Heusinger und größere Zylinder. Sie wurden anfangs auch im Schnellzugdienst eingesetzt, später aber in den Personenzugdienst verdrängt. Im Laufe der Zeit wurden an einigen Fahrzeugen dieser Gattung Versuche durchgeführt. So hatten einige Fahrzeuge Flammrohrüberhitzer oder Dampftrockner der Bauart Pielock. Einzelne P 4.1 waren in Verbundmaschinen der P 4.2 umgebaut worden.
Im Jahr 1920 wurden durch die Deutsche Reichsbahn sechs Lokomotiven an die Direktion Schwerin der früheren Mecklenburgischen Staatsbahn überstellt, um dem dort herrschenden Lokomotivmangel abzuhelfen. Die abgegebenen Lokomotiven (Cassel 1827, 1831, 1832, 1835, 1830; Elberfeld 1822) erhielten die mecklenburgischen Bahnnummern 181 bis 186. Eine weitere Lokomotive wurde 1922 an die Eutin-Lübecker Eisenbahn verkauft und dort als Bahnnummer 17 eingesetzt.
Die Reichsbahn hatte in ihrem Umzeichnungsplan noch 157 Lokomotiven als 36 7003–7100, 7104–7147, 7150–7162 sowie 7201, 7202 (Direktion Schwerin) zur Umzeichnung vorgesehen. Im Jahr 1925 erhielten die übrig gebliebenen Lokomotiven noch die Nummern 36 7001–7009. Die letzte wurde 1927 ausgemustert.
Auch andere deutsche Bahnen besaßen P 4.1:
- Königlich Preussische Militär-Eisenbahn: Drei Lokomotiven, sie wurden 1919/1920 von den Preußischen Staatseisenbahnen übernommen.
- Großherzoglich Oldenburgische Staatseisenbahnen: 19 Lokomotiven, kleiner und schwächer als die preußische P 4.1 – siehe Oldenburgische P 4.1.
- Lübeck-Büchener Eisenbahn: Zwei Lokomotiven mit verkürztem Radstand.